# Río Víshera (Kama)
El río Víshera (en ruso: Ви́шера) es un río de Rusia de la cuenca del Volga, un afluente por la izquierda del río Kama que discurre por el krai de Perm. Tiene una longitud de 415 km y drena una cuenca de 31.200 km². Uno de los afluentes del Víshera, el río Kolva, es más largo que él, de modo que el sistema Víshera-Kolva alcanza los 520 km.

## Geografía
Nace a unos 1007 m de altitud en los Urales septentrionales, cerca del Poyasovi Kamen, una cordillera de unos 1200 m. La fuente está en el extremo nororiental del krai de Perm. Toma dirección sursudoeste por la vertiente occidental de los Urales, en un estrecho valle. Desemboca a unos 25 km al noroeste de Solikamsk, en el embalse del Kama.
241.200 ha de la región de la fuente del Víshera están protegidas en el zapovédnik del Víshera. La cuenca del Víshera es rica en diamantes.
Permanece bajo los hielos desde finales de finales de octubre/principios de noviembre a finales de abril. Es de régimen principalmente nival.
Es navegable en su curso inferior hasta la ciudad de Krasnovíshersk. Las orillas del Víshera no están muy pobladas.
Sus principales afluentes son el Kolva (460 km) y Yazva (163 km).